# Molophilus mancus
Molophilus mancus là một loài ruồi trong họ Limoniidae. Chúng phân bố ở miền Australasia.